# الیوت بنت
الیوت بنت (انگلیسی: Elliott Bennett؛ زادهٔ ۱۸ دسامبر ۱۹۸۸) یک بازیکن فوتبال اهل بریتانیا است.